# محمد حیدر
محمد حیدر (انگلیسی: Mohamad Haidar؛ زاده ۸ نوامبر ۱۹۸۹) یک بازیکن فوتبال است.
وی همچنین در تیم ملی فوتبال لبنان بازی کرده است.